# Marja Strojin
Marja Strojin,  slovenska psihologinja in socialna aktivistka, * 11. avgust 1940, Slovenj Gradec, † 5. december 2013, Slovenj Gradec.

## Življenje in delo
Rodila se je v začetku druge svetovne vojne, v Slovenj Gradcu, potem pa odraščala v Mariboru. Po srednji šoli se je preselila v Ljubljano, kjer je tudi študirala in diplomirala. Po študiju je najprej delala na Psihiatrični kliniki v Ljubljani, potem pa, do rojstva prvega otroka, pet let na osnovni šoli Riharda Jakopiča, tudi v Ljubljani. Do tretjega leta svoje najmlajše hčerke je ostala doma, potem pa se zaposlila na Svetovalnem centru za otroke, mladostnike in starše v Ljubljani (Šiška, Gotska ulica), kjer je ostala vse do upokojitve, najprej kot psihologinja, kasneje pa še kot direktorica. Kot socialna aktivistka je imela po Sloveniji veliko predavanj na temo svoje stroke, kar so bili najpogosteje otroci z učnimi težavami, otrokove pravice pa tudi vzgoja otrok. Bila je prostovoljka v različnih nevladnih organizacijah, pa tudi aktivistka v politiki in drugih institucijah.

### Izobrazba
Hodila je na osnovno šolo Prežihovega Voranca Maribor, maturirala pa na Prvi gimnaziji Maribor. V Ljubljani je študirala na Filozofski fakulteti, ter tam pridobila naziv diplomirane psihologinje.

### Zasebno življenje
Poročila se je s pravnikom, publicistom in predavateljem na Medicinski fakulteti, Tonetom Strojinom, s katerim je imela tri otroke, Klemna, Anjo in Zalo. Živeli so v Šentvidu pri Ljubljani.
Kasneje sta dobila še štiri vnuke, Emo, Filipa, Jano in Majo.
Marja je zbolela za rakom na debelem črevesu, ko je bila njena najmlajša hči stara 7 let. Bolezen je uspešno premagala in potem še vse svoje življenje pomagala drugim, da se borijo z njo. Leta 2012 je z zdravstveno organizacijo Svit posnela oglas o tej izkušnji. V spotu so bili prisotni tudi njeni trije vnuki, Ema, Filip in Jana.
Leta 1990 je bila nominirana za Slovenko leta.